# United States Foreign Intelligence Surveillance Court
La United States Foreign Intelligence Surveillance Court (en français : Cour de Surveillance du Renseignement Étranger des États-Unis), (FISC, aussi appelée FISA Court) est une cour fédérale américaine créée par la loi Foreign Intelligence Surveillance Act (FISA) de 1978 pour superviser les demandes de mandats autorisant la surveillance, par les agences fédérales judiciaires américaines (FBI, NSA), de présumés agents de renseignement étrangers sur le sol américain. 
Ses pouvoirs ont évolué et se sont élargis au point qu'elle est parfois appelée « la Cour suprême parallèle ». Contrairement aux autres cours fédérales américaines, ses activités ne sont pas analysées par une partie adverse et son interprétation de la loi est une information secrète classifiée pendant trente ans.

## Histoire
En 1975, a été créé la Loi FISA, établissant ainsi la Cour FISA, sur la base des recommandations formulées par la commission « Church » du Sénat américain, qui avait été convoquée en 1975 pour enquêter sur les activités illicites et les violations des droits civils par le communauté du renseignement au sein du gouvernement fédéral lors du scandale du Watergate. En vertu de cette loi, la Cour FISA examine les demandes de mandats présentées par les agences du gouvernement fédéral en vue de procéder à une surveillance physique et électronique, sur le territoire des États-Unis, concernant des « informations de renseignement étranger » ainsi que des « puissances étrangères » et leurs agents soupçonnés d'espionnage ou de terrorisme; ces demandes émanent le plus souvent de la National Security Agency (Agence de sécurité nationale [NSA]) et du Federal Bureau of Investigation (Bureau fédéral d'enquête [FBI]).
Depuis son ouverture en 1978 et jusqu'en 2009, la Cour FISA a occupé le sixième étage du bâtiment Robert F. Kennedy du département de la Justice, après quoi elle a été transférée au palais de justice E. Barrett Prettyman, à Washington, où elle se trouve actuellement,.

## Mandats de surveillance
Chaque demande de mandat de surveillance est présentée à un juge de la Cour FISA, qui peut également autoriser des tiers à soumettre des mémoires en tant qu'amici curiae. Toutefois, si le procureur général des États-Unis estime qu'il y a urgence, il peut autoriser le recours d'urgence à la surveillance électronique avant d'obtenir l'autorisation nécessaire de la Cour, à condition d'en informer immédiatement un juge et de demander un mandat dès que possible, mais pas plus de sept jours après l'autorisation de la surveillance, comme l'exige l'article 50 du Code des États-Unis (1805).
Si une demande de mandat est rejetée par un juge de la Cour FISA, le gouvernement fédéral ne peut pas présenter la même demande à un autre juge, mais il peut faire appel de la décision auprès de la Cour de contrôle. Ces recours sont rares : le premier recours devant la Cour de contrôle a été déposé en 2002 (affaire scellée n° 02-001), soit 24 ans après la création de la Cour FISA.
Les demandes de mandats en vertu de la Loi FISA sont rarement refusées : au cours de ses 33 années d'existence, la Cour FISA a accordé 33 942 mandats et en a refusé 12, soit un taux de rejet de 0,03 %. De 1979 à 2004, 18 742 mandats ont été accordés et quatre rejetés. Moins de 200 demandes ont dû être modifiées avant d'être acceptées, presque toutes en 2003 et 2004. Les quatre demandes rejetées dataient toutes de 2003 et ont toutes été partiellement acceptées après que le gouvernement les ait soumises pour réexamen. De 2004 à 2012, la Cour a accordé 15 100 mandats et en a rejeté sept,.
| Année | N° de demandes présentées | N° de demandes approuvées | N° de demandes modifiées | N° de demandes rejetées |
| ----- | ------------------------- | ------------------------- | ------------------------ | ----------------------- |
| 1979  | 199                       | 207                       | 0                        | 0                       |
| 1980  | 319                       | 322                       | 1                        | 0                       |
| 1981  | 431                       | 433                       | 0                        | 0                       |
| 1982  | 473                       | 475                       | 0                        | 0                       |
| 1983  | 549                       | 549                       | 0                        | 0                       |
| 1984  | 635                       | 635                       | 0                        | 0                       |
| 1985  | 587                       | 587                       | 0                        | 0                       |
| 1986  | 573                       | 573                       | 0                        | 0                       |
| 1987  | 512                       | 512                       | 0                        | 0                       |
| 1988  | 534                       | 534                       | 0                        | 0                       |
| 1989  | 546                       | 546                       | 0                        | 0                       |
| 1990  | 595                       | 595                       | 0                        | 0                       |
| 1991  | 593                       | 593                       | 0                        | 0                       |
| 1992  | 484                       | 484                       | 0                        | 0                       |
| 1993  | 509                       | 509                       | 0                        | 0                       |
| 1994  | 576                       | 576                       | 0                        | 0                       |
| 1995  | 697                       | 697                       | 0                        | 0                       |
| 1996  | 839                       | 839                       | 0                        | 0                       |
| 1997  | 749                       | 748                       | 0                        | 0                       |
| 1998  | 796                       | 796                       | 0                        | 0                       |
| 1999  | 886                       | 880                       | 0                        | 0                       |
| 2000  | 1 005                     | 1 012                     | 1                        | 0                       |
| 2001  | 932                       | 934                       | 4                        | 0                       |
| 2002  | 1 228                     | 1 228                     | 2 0[Note 2]              | 0                       |
| 2003  | 1 727                     | 1 724                     | 79                       | 4[Note 3]               |
| 2004  | 1 758                     | 1 754                     | 94                       | 0                       |
| 2005  | 2 074                     | 2 072                     | 61                       | 0                       |
| 2006  | 2 181                     | 2 176                     | 73                       | 1                       |
| 2007  | 2 371                     | 2 370                     | 86                       | 4                       |
| 2008  | 2 082                     | 2 083                     | 2                        | 1                       |
| 2009  | 1 329                     | 1 320                     | 14                       | 2                       |
| 2010  | 1 511                     | 1 506                     | 14                       | 0                       |
| 2011  | 1 676                     | 1 674                     | 30                       | 0                       |
| 2012  | 1 789                     | 1 788                     | 40                       | 0                       |
| 2013  | 1 588                     | 1 588                     | 34                       | 0                       |
| 2014  | 1 379                     | 1 379                     | 19                       | 0                       |
| 2015  | 1 457                     | 1 456                     | 80                       | 5                       |
| 2016  | 1 485                     | 1 451                     | 310                      | 34                      |
| 2017  | 1 372                     | 948                       | 310                      | 34                      |
| Total | 41 222                    | 40 668                    | 1 252                    | 85                      |

1. À l'exclusion des mandats de surveillance physique.
2. La Cour a par la suite révoqué ces mandats dans l'Affaire scellée n° 02-001.
3. Les quatre demandes ont été partiellement acceptées par la suite, le gouvernement les ayant soumises à nouveau.

Le 17 mai 2002, la Cour FISA a rabroué le procureur général John Ashcroft en publiant un avis alléguant que le FBI et les fonctionnaires du département de la Justice avaient « fourni des informations erronées à la Cour » dans plus de 75 demandes de mandats de perquisition et d'écoutes téléphoniques, dont une signée par le directeur du FBI Louis Freeh. On ne sait pas si ce rejet est lié au fait que la Cour a commencé à exiger, en 2003, la modification d'un nombre beaucoup plus élevé de demandes de mandat.
Le 16 décembre 2005, le New York Times a rapporté que l'administration du président George Bush avait mené des opérations de surveillance contre des citoyens américains sans l'approbation spécifique de la Cour FISA, et ce, depuis 2002. Le 20 décembre 2005, le juge James Robertson a démissionné de la Cour, apparemment pour protester contre cette surveillance secrète; plus tard, dans le sillage des révélations d'Edward Snowden en 2013, il a critiqué l'extension du champ de la surveillance gouvernementale permise par la Cour, ce qui, selon lui, a essentiellement permis aux agences fédérales d'élaborer un cadre juridique secret. L'usurpation présumée de la Cour par le gouvernement a commencé avant que la Cour ne commence à exiger plus fréquemment des modifications aux demandes de mandat.
En 2011, l'administration du président Barack Obama a secrètement obtenu de la Cour FISA l'autorisation d'annuler les restrictions imposées à l'utilisation par la NSA des appels téléphoniques et des courriels interceptés, permettant ainsi à l'agence de rechercher délibérément des communications d'Américains dans ses immenses bases de données. Ces recherches ont été effectuées dans le cadre d'un programme de surveillance autorisé par le Congrès en 2008, et ce, en vertu de l'article 702 de la Loi modifiant la Loi FISA. Cette modification a autorisé de telles recherches à condition que la cible soit un étranger « dont on peut raisonnablement penser » qu'il se trouve en dehors des États-Unis et que la Cour fournisse un mandat pour lesdites recherches valable pour une durée d'au moins un an. Toutefois, cette modification n'exige plus de mandat pour chaque cible individuelle à surveiller. Cela signifie que les communications d'un Américain peuvent être surveillées par une agence fédérale sans que la Cour ne détermine au préalable qu'il existe une cause probable qu'il communique avec des terroristes, des espions ou des « puissances étrangères ». Cette modification a également porté de cinq à six ans la durée pendant laquelle la NSA est autorisée à conserver les communications interceptées d'Américains, avec la possibilité d'une prolongation à des fins de renseignement étranger ou de contre-espionnage. L'extension par la Cour du programme de surveillance autorisé par le Congrès s'est faite sans débat public et sans autorisation du Congrès.

## Caractère secret
En raison de la nature sensible de ses activités, la Cour FISA est une « cour secrète », c'est-à-dire que ses audiences sont fermées au public. Bien que des comptes rendus de ses procédures soient conservés, ils ne sont pas accessibles au public, même si, de temps à autre, des copies expurgées de ses opinions classifiées ont été rendues publiques. En général, seuls les avocats autorisés à exercer devant le gouvernement fédéral américain sont autorisés à comparaître devant la Cour. Ses audiences peuvent avoir lieu à n'importe quelle heure du jour ou de la nuit, pendant la semaine ou la fin de semaine; par conséquent, au moins un juge doit être « de garde » à tout moment pour entendre les preuves et décider s'il faut ou non délivrer un mandat.
En juin 2013, une version fortement expurgée d'un appel interjeté en 2008 par Yahoo! contre une ordonnance rendue dans le cadre du programme de surveillance électronique de la NSA a été publiée, tandis que l'identité de l'appelant est restée confidentielle,.

## Composition
Lors de sa création, la Cour se composait de sept juges fédéraux de district nommés par le président de la Cour suprême des États-Unis, chacun pour un mandat de sept ans, les nominations étant échelonnées de manière qu'un juge soit nommé chaque année. En 2001, la Loi sur le patriotisme a élargi la Cour de sept à onze juges, exigeant qu'au moins trois d'entre eux vivent dans un rayon de 32 kilomètres du district de Columbia. Cette loi interdisait également le renouvellement des mandats et stipulait qu'aucun juge ne pouvait être nommé à la fois à la Cour de révision et à la Cour FISA.
Le juge en chef de la Cour suprême des Etats-Unis, John Roberts, a nommé tous les juges actuels.

### Juges de la Cour
(en date du 19 mai 2024) ,,,,,,
| Nom                      | District             | Début du mandat  | Fin du mandat | Début du mandat comme juge en chef | Fin du mandat comme juge en chef | Nommé(e) par    | Président au moment de la nomination |
| ------------------------ | -------------------- | ---------------- | ------------- | ---------------------------------- | -------------------------------- | --------------- | ------------------------------------ |
| Anthony Trenga           | Virginie Est         | 28 mai 2020      | 18 mai 2026   | 19 mai 2023                        | présent                          | John G. Roberts | George W. Bush                       |
| Timothy D. DeGiusti (en) | Oklahoma Ouest       | 19 mai 2023      | 18 mai 2030   | S/O                                | S/O                              | John G. Roberts | George W. Bush                       |
| Joan N. Ericksen         | Minnesota            | 3 avril 2023     | 18 mai 2029   | S/O                                | S/O                              | John G. Roberts | George W. Bush                       |
| Louis Guirola Jr.        | Mississippi Sud      | 2 juillet 2019   | 18 mai 2026   | S/O                                | S/O                              | John G. Roberts | George W. Bush                       |
| Karin Immergut           | Oregon               | 19 mai 2024      | 18 mai 2031   | S/O                                | S/O                              | John G. Roberts | Donald Trump                         |
| Kenneth M. Karas         | New York (État) Sud  | 23 mai 2022      | 18 mai 2029   | S/O                                | S/O                              | John G. Roberts | George W. Bush                       |
| Sara Elizabeth Lioi      | Ohio Nord            | 19 mai 2023      | 18 mai 2030   | S/O                                | S/O                              | John G. Roberts | George W. Bush                       |
| Amit Mehta               | District de Columbia | 1er juillet 2021 | 18 mai 2028   | S/O                                | S/O                              | John G. Roberts | Barack Obama                         |
| Carl J. Nichols          | District de Columbia | 11 mars 2024     | 18 mai 2030   | S/O                                | S/O                              | John G. Roberts | Donald Trump                         |
| George Z. Singal         | Maine                | 19 mai 2019      | 18 mai 2026   | S/O                                | S/O                              | John G. Roberts | Bill Clinton                         |
| John Tharp               | Illinois Nord        | 19 mai 2018      | 18 mai 2025   | S/O                                | S/O                              | John G. Roberts | Barack Obama                         |

### Anciens juges de la Cour
À noter que les dates de début du mandat de certains juges diffèrent selon les sources,,,,,.
| Nom                      | District               | Début du mandat   | Fin du mandat    | Début du mandat comme juge en chef | Fin du mandat comme juge en chef | Nomm(é)e par                     | Président au moment de la nomination |
| ------------------------ | ---------------------- | ----------------- | ---------------- | ---------------------------------- | -------------------------------- | -------------------------------- | ------------------------------------ |
| Sidney Aronovitz (en)    | Floride Sud            | 8 juin 1989       | 18 mai 1992      | S/O                                | S/O                              | William Rehnquist                | Gerald Ford                          |
| Harold Baker             | Illinois Centre        | 19 mai 1998       | 18 mai 2005      | S/O                                | S/O                              | William Rehnquist                | Jimmy Carter                         |
| John Bates               | District de Columbia   | 22 février 2006   | 21 février 2013  | 19 mai 2009                        | 21 février 2013                  | John G. Roberts                  | George W. Bush                       |
| Dee Benson               | Utah                   | 8 avril 2004      | 7 avril 2011     | S/O                                | S/O                              | William Rehnquist                | George H. W. Bush                    |
| James Boasberg           | District de Columbia   | 19 mai 2014       | 18 mai 2021      | 20 janvier 2020                    | 18 mai 2021                      | John G. Roberts                  | George W. Bush                       |
| Dudley Bonsal            | New York (État) Sud    | 2 décembre 1981   | 18 mai 1984      | S/O                                | S/O                              | Warren Burger                    | John F. Kennedy                      |
| Robert Broomfield        | Arizona                | 1er octobre 2002  | 18 mai 2009      | S/O                                | S/O                              | William Rehnquist                | Ronald Reagan                        |
| Stanley Brotman          | New Jersey             | 17 juillet 1997   | 18 mai 2004      | S/O                                | S/O                              | William Rehnquist                | Gerald Ford                          |
| Albert Vickers Bryan Jr. | Virginie Est           | 19 mai 1979       | 18 mai 1986      | S/O                                | S/O                              | Warren Burger                    | Richard Nixon                        |
| James C. Cacheris        | Virginie Est           | 10 septembre 1993 | 18 mai 2000      | S/O                                | S/O                              | William Rehnquist                | Ronald Reagan                        |
| James G. Carr            | Ohio Nord              | 19 mai 2002       | 18 mai 2008      | S/O                                | S/O                              | William Rehnquist                | Bill Clinton                         |
| Earl H. Carroll          | Arizona                | 2 février 1993    | 18 mai 1999      | S/O                                | S/O                              | William Rehnquist                | Jimmy Carter                         |
| Jennifer B.              | Kentucky Est           | 19 mai 2011       | 8 janvier 2013   | S/O                                | S/O                              | John G. Roberts                  | Bill Clinton                         |
| Rosemary M. Collyer      | District de Columbia   | 8 mars 2013       | 7 mars 2020      | 19 mai 2016                        | 31 décembre 2019                 | John G. Roberts                  | George W. Bush                       |
| Rudolph Contreras        | District de Columbia   | 19 mai 2016       | 18 mai 2023      | 19 mai 2021                        | 18 mai 2023                      | John G. Roberts                  | Barack Obama                         |
| Anne Conway              | Floride Moyenne        | 19 mai 2016       | 18 mai 2023      | S/O                                | S/O                              | John G. Roberts                  | George H. W. Bush                    |
| John Conway              | Nouveau-Mexique        | 19 mai 2002       | 30 octobre 2003  | S/O                                | S/O                              | William Rehnquist                | Ronald Reagan                        |
| Conrad Cyr               | Maine                  | 19 mai 1987       | 20 novembre 1989 | S/O                                | S/O                              | William Rehnquist                | Ronald Reagan                        |
| Frederick Daugherty      | Oklahoma Nord          | 19 mai 1981       | 18 mai 1988      | S/O                                | S/O                              | Warren Burger                    | John F. Kennedy                      |
| Michael Davis            | Minnesota              | 19 mai 1999       | 18 mai 2006      | S/O                                | S/O                              | William Rehnquist                | Bill Clinton                         |
| Raymond Dearie           | New York (État) Est    | 2 juillet 2012    | 1er juillet 2019 | S/O                                | S/O                              | John G. Roberts                  | Ronald Reagan                        |
| Edward Devitt            | Minnesota              | 11 janvier 1985   | 10 novembre 1992 | S/O                                | S/O                              | Warren Burger                    | Dwight Eisenhower                    |
| Claire Eagan             | Oklahoma Nord          | 13 février 2013   | 18 mai 2019      | S/O                                | S/O                              | John G. Roberts                  | George W. Bush                       |
| Martin Feldman           | Louisiane Est          | 19 mai 2010       | 18 mai 2017      | S/O                                | S/O                              | John G. Roberts                  | Ronald Reagan                        |
| Frank Freedman           | Massachusetts          | 30 mai 1990       | 18 mai 1994      | S/O                                | S/O                              | William Rehnquist                | Richard Nixon                        |
| Nathaniel Gorton         | Massachusetts          | 19 mai 2001       | 18 mai 2008      | S/O                                | S/O                              | William Rehnquist                | George H. W. Bush                    |
| Joyce Green              | District de Columbia   | 19 mai 1988       | 18 mai 1995      | 19 mai 1990                        | 18 mai 1995                      | William Rehnquist                | Jimmy Carter                         |
| George Hart              | District de Columbia   | 19 mai 1979       | 18 mai 1982      | 19 mai 1979                        | 18 mai 1982                      | Warren Burger                    | Dwight Eisenhower                    |
| Claude Hilton            | Virginie Est           | 19 mai 2000       | 18 mai 2007      | S/O                                | S/O                              | William Rehnquist                | Ronald Reagan                        |
| Thomas Hogan             | District de Columbia   | 19 mai 2009       | 18 mai 2016      | 19 mai 2014                        | 18 mai 2016                      | John G. Roberts                  | Ronald Reagan                        |
| Malcolm Howard           | Caroline du Nord (Est) | 19 mai 2005       | 8 janvier 2012   | S/O                                | S/O                              | William Rehnquist                | Ronald Reagan                        |
| James Jones              | Virginie Ouest         | 19 mai 2015       | 18 mai 2022      | S/O                                | S/O                              | John G. Roberts                  | Bill Clinton                         |
| George Kazen             | Texas Sud              | 15 juillet 2003   | 18 mai 2010      | S/O                                | S/O                              | William Rehnquist                | Jimmy Carter                         |
| John Keenan              | New York (État) Sud    | 24 juillet 1994   | 18 mai 2001      | S/O                                | S/O                              | William Rehnquist                | Ronald Reagan                        |
| Colleen Kollar-Kotelly   | District de Columbia   | 19 mai 2002       | 18 mai 2009      | 19 mai 2002                        | 18 mai 2009                      | William Rehnquist                | Bill Clinton                         |
| Robert B. Kugler         | New Jersey             | 19 mai 2017       | 18 mai 2024      | S/O                                | S/O                              | John G. Roberts                  | George W. Bush                       |
| Frederick Lacey          | New Jersey             | 19 mai 1979       | 18 mai 1985      | S/O                                | S/O                              | Warren Burger                    | Richard Nixon                        |
| Royce Lamberth           | District de Columbia   | 19 mai 1995       | 18 mai 2002      | 19 mai 1995                        | 18 mai 2002                      | William Rehnquist                | Ronald Reagan                        |
| Thomas MacBride          | Californie Est         | 19 mai 1979       | 18 mai 1980      | S/O                                | S/O                              | Warren Burger                    | John F. Kennedy                      |
| Lloyd MacMahon           | New York (État) Sud    | 5 juillet 1985    | 8 avril 1989     | S/O                                | S/O                              | Warren Burger                    | Dwight Eisenhower                    |
| Frank McGarr             | Illinois Nord          | 19 mai 1979       | 18 mai 1983      | S/O                                | S/O                              | Warren Burger                    | Richard Nixon                        |
| Mary McLaughlin          | Pennsylvanie Est       | 19 mai 2008       | 18 mai 2015      | S/O                                | S/O                              | John G. Roberts                  | Bill Clinton                         |
| James Meredith           | Missouri Est           | 19 mai 1979       | 18 mai 1981      | S/O                                | S/O                              | Warren Burger                    | John F. Kennedy                      |
| Wendell Miles            | Michigan Ouest         | 21 septembre 1989 | 18 mai 1996      | S/O                                | S/O                              | William Rehnquist                | Richard Nixon                        |
| Michael Mosman           | Oregon                 | May 4, 2013       | 3 mai 2020       | S/O                                | S/O                              | John G. Roberts                  | George W. Bush                       |
| Herbert Murray           | Maryland               | 19 mai 1986       | 18 mai 1993      | S/O                                | S/O                              | Warren Burger                    | Richard Nixon                        |
| James Noland             | Indiana Sud            | 19 mai 1983       | 18 mai 1990      | 19 mai 1988                        | 18 mai 1990                      | Warren Burger (as Judge)         | Lyndon Johnson                       |
| James Noland             | Indiana Sud            | 19 mai 1983       | 18 mai 1990      | 19 mai 1988                        | 18 mai 1990                      | William Rehnquist (as Presiding) | Lyndon Johnson                       |
| Liam O'Grady             | Virginie Est           | 21 août 2020      | 18 août 2023     | S/O                                | S/O                              | John G. Roberts                  | George W. Bush                       |
| William O'Kelley         | Géorgie Nord           | 19 mai 1980       | 18 mai 1987      | S/O                                | S/O                              | Warren Burger                    | Richard Nixon                        |
| Lawrence Pierce          | District de Columbia   | 19 mai 1979       | 1er janvier 1981 | S/O                                | S/O                              | Warren Burger                    | Richard Nixon                        |
| James Robertson          | District de Columbia   | 19 mai 2002       | 19 décembre 2008 | S/O                                | S/O                              | William Rehnquist                | Bill Clinton                         |
| Thomas Russell           | Kentucky Ouest         | 19 mai 2015       | 18 mai 2022      | S/O                                | S/O                              | John G. Roberts                  | Bill Clinton                         |
| Dennis Saylor            | Massachusetts          | 19 mai 2011       | 18 mai 2018      | S/O                                | S/O                              | John G. Roberts                  | George W. Bush                       |
| Charles Schwartz         | Louisiane Est          | 5 août 1992       | 18 mai 1999      | S/O                                | S/O                              | William Rehnquist                | Gerald Ford                          |
| Frederick Scullin        | New York (État) Nord   | 19 mai 2004       | 8 janvier 2011   | S/O                                | S/O                              | William Rehnquist                | George H. W. Bush                    |
| John Smith               | District de Columbia   | 19 mai 1982       | 18 mai 1988      | 19 mai 1982                        | 18 mai 1988                      | Warren Burger                    | Lyndon Johnson                       |
| William Stafford         | Floride Nord           | 19 mai 1996       | 18 mai 2003      | S/O                                | S/O                              | William Rehnquist                | Gerald Ford                          |
| Ralph Thompson           | Oklahoma Ouest         | 11 juin 1990      | 18 mai 1997      | S/O                                | S/O                              | William Rehnquist                | Gerald Ford                          |
| Roger Vinson             | Floride Nord           | 4 mai 2006        | 3 mai 2013       | S/O                                | S/O                              | John G. Roberts                  | Ronald Reagan                        |
| Reggie Walton            | District de Columbia   | 19 mai 2007       | 18 mai 2014      | 22 février 2013                    | 18 mai 2014                      | John G. Roberts                  | George W. Bush                       |
| Susan Webber Wright      | Arkansas Est           | 19 mai 2009       | 18 mai 2016      | S/O                                | S/O                              | John G. Roberts                  | George H. W. Bush                    |
| James Zagel              | Illinois Nord          | 19 mai 2008       | 18 mai 2015      | S/O                                | S/O                              | John G. Roberts                  | Ronald Reagan                        |

## Critiques
Depuis les attentats du 11 septembre 2001, la Cour FISA fait l'objet de critiques de plus en plus vives, principalement en raison du fait qu'elle tient ses audiences ex parte (en l'absence de toute personne autre que le juge et le gouvernement). Ce fait, combiné au nombre minime de demandes que rejette la Cour, a conduit les experts à la qualifier de « rubber stamp » (expression désignant des pouvoirs purement symboliques, similaire au terme français « chambre d'enregistrement »), c'est-à-dire qu'elle approuve automatiquement la quasi-totalité des demandes de mandat qui lui sont soumises. L'ancien analyste de la NSA Russ Tice a notamment décrit la Cour comme une « kangaroo court » (expression désignant un tribunal fantoche, similaire au terme français « parodie de justice ») avec un rubber stamp.
L'ancien juge en chef de la Cour, Reggie B. Walton, a rejeté ces allégations dans une lettre adressée au sénateur Patrick J. Leahy, en déclarant : « Les statistiques annuelles fournies au Congrès par le procureur général (...) — fréquemment citées dans la presse pour suggérer que le taux d'approbation des demandes par la Cour est supérieur à 99 % — ne reflètent que le nombre de demandes finales soumises à la Cour et sur lesquelles elle a statué. Ces chiffres ne traduisent pas le fait que de nombreuses demandes sont modifiées avant leur présentation finale, voire ne sont pas du tout présentées, souvent après qu'il a été indiqué qu'un juge ne les approuverait pas ». Il a ajouté : « Il existe un processus d'examen rigoureux des demandes présentées par le pouvoir exécutif, qui sont d'abord examinées par cinq juristes du pouvoir judiciaire qui sont des experts en matière de sécurité nationale, puis par les juges, ce qui garantit que les décisions de la cour sont conformes à ce qu'autorisent les lois applicables ».
Dans une lettre ultérieure, Walton a déclaré que le gouvernement avait remanié 24,4 % de ses demandes, entre le 1er juillet 2013 et le 30 septembre 2013, face aux questions posées par la Cour et aux contraintes de temps,. Ce chiffre est devenu disponible après que Walton a décidé, à l'été 2013, que la Cour commencerait à suivre les demandes de mandats afin de montrer, pour la première fois, à quelle fréquence le gouvernement retirait ses demandes ou les soumettait à nouveau en y apportant des modifications.
Robert S. Litt, avocat général du Bureau du directeur du renseignement national, a également rejeté l'accusation que la Cour FISA est une kangaroo court, en déclarant : « Lorsque le gouvernement prépare une demande de mandat en vertu de l'article 215, il soumet d'abord à la Cour ce que l'on appelle une « copie de lecture », que le personnel de la Cour examine et commente, et il revient presque invariablement avec des questions, des préoccupations et des problèmes qu'il a constatés. Il y a un processus itératif entre le gouvernement et la Cour pour répondre à ces préoccupations afin qu'en fin de compte, nous soyons sûrs de présenter quelque chose que la Cour approuvera. Il ne s'agit pas d'une kangaroo court : le processus fait l'objet d'un contrôle judiciaire approfondi et sérieux ».

En 2003, un rapport intérimaire de la Commission judiciaire du Sénat intitulé « Échecs de la mise en œuvre de la Loi FISA » a cité le « secret inutile » de la Cour parmi ses « conclusions les plus importantes », ajoutant ce qui suit :

« Bien sûr, il faut garder secret certaines affaires relevant de la Loi FISA, mais on a étendu ce privilège aux aspects juridiques et procéduraux les plus élémentaires de cette loi, qui ne devraient pas être secrets. Ce caractère secret inutile a contribué aux lacunes qui ont entravé la mise en œuvre de la Loi FISA. Beaucoup plus d'informations doivent être rendues publiques, fournies au Congrès ou les deux, y compris tous les avis non classifiés et le Règlement de la Cour FISA et de la Cour de contrôle »

### Allégations de partialité
Dans une interview accordée en juillet 2013, le sénateur et défenseur de la vie privée Ron Wyden a décrit la procédure de demande de mandat prévue par la Loi FISA comme « la procédure juridique la plus unilatérale des États-Unis ». « Je ne connais aucun autre système juridique ou tribunal qui ne prenne en compte qu'un seul point de vue », a-t-il déclaré. Plus loin dans l'interview, il a déclaré pour sa part qu'il fallait que le Congrès « diversifie la façon de penser au sein de la Cour ».
Elizabeth Goitein, codirectrice du Programme de liberté et de sécurité nationale du Centre Brennan pour la justice au sein de la Faculté de droit de l'université de New York, a critiqué la Cour, estimant qu'elle était trop compromise pour être un tribunal impartial chargé de surveiller le travail de la NSA et d'autres activités de renseignement. Puisque la Cour se réunit en secret, qu'elle n'entend que les arguments du gouvernement avant de statuer sur une affaire et que ses décisions ne peuvent pas faire l'objet d'un appel de la part du public, ni même être examinées par celui-ci, elle a fait valoir ce qui suit : « Comme tout autre groupe qui se réunit en secret derrière des portes closes avec une seule partie comparaissant devant eux, ils sont sujets à la manipulation et à la partialité ».
L'un des types de biais possibles de la part de la Cour est la pensée de groupe ou la polarisation, comme l'ont supposé des critiques tels que Julian Sanchez, chercheur à l'Institut Cato. Étant donné que tous les juges sont nommés par la même personne, soit le juge en chef de la Cour suprême des États-Unis, qu'ils n'entendent aucun témoignage contradictoire et qu'ils ne subissent aucune pression de la part de leurs collègues ou du public pour modérer leurs décisions, Sanchez affirme que « la polarisation de groupe est presque une certitude », ajoutant qu'« il existe une réelle possibilité que ces juges deviennent plus extrêmes au fil du temps, même s'ils n'avaient qu'un léger parti pris au départ ».

### Processus de nomination
Les juges de la Cour FISA sont nommés par le juge en chef de la Cour suprême des États-Unis sans confirmation ni contrôle par le Congrès,. Cela lui permet de nommer des juges partageant ses mêmes idées afin de créer une Cour sans diversité d'opinion. « Les juges sont triés sur le volet par quelqu'un dont on sait, par ses votes à la Cour suprême, qu'il a un point de vue particulier sur les libertés civiles et l'application de la loi », a déclaré Theodore Ruger, professeur à la Faculté de droit de l'université de Pennsylvanie, en parlant du juge en chef John Roberts. « La façon dont la Cour FISA est constituée lui donne le pouvoir illimité de nommer des juges qui pensent comme lui ». Stephen Vladeck, professeur de droit à la faculté de droit de l'université du Texas, a ajouté : ”Depuis l'adoption de la Loi FISA en 1978, nous avons eu trois juges en chef de la Cour FISA, qui ont tous été des républicains conservateurs, et je pense donc que l'on peut s'inquiéter du manque de diversité ». En juin 2024, huit des onze juges siégeant à la Cour avaient déjà été nommés à des tribunaux de district fédéraux par des présidents républicains.
Il existe quelques propositions de réforme de la Cour FISA. Le sénateur du Connecticut Richard Blumenthal a proposé que chacun des juges en chef des 12 principales cours d'appel choisisse un juge de district pour la Cour FISA et que le juge en chef de la Cour suprême choisirait toujours les membres de la Cour de controle qui entend les rares appels des décisions de la cour, mais que six autres juges de la Cour suprême devraient donner leur accord. Une autre proposition du représentant de Californie Adam Schiff donnerait au président le pouvoir de nommer les juges de la Cour, sous réserve de l'approbation du Sénat, tandis que le représentant du Tennessee Steve Cohen a suggéré que les chefs des partis du Congrès choisissent huit des juges de la Cour.

### Contrôle judiciaire et public
Stephen Vladeck, professeur à la faculté de droit de l'université du Texas, a fait valoir que la procédure actuelle — en vertu de laquelle, selon lui, la Cour se contente d'examiner les demandes de mandat pour s'assurer que celles-ci, et non la surveillance elle-même, sont conformes aux diverses exigences légales — permet au procureur général et au directeur du renseignement national de procéder à une surveillance de grande envergure pendant un an à la fois. La NSA utilise des procédures pour cibler les personnes non américaines et pour minimiser la collecte de données auprès des américain, politique approuvée par la Cour FISA, qui permettent à la NSA de faire ce qui suit :
- conserver les données susceptibles de contenir des informations sur les Américains, et ce, pendant une période pouvant aller jusqu'à cinq ans;
- conserver et utiliser les communications nationales « acquises par inadvertance » si, selon le cas :
  - elles contiennent des renseignements exploitables, des informations sur des activités criminelles, des menaces de préjudice pour des personnes ou des biens,
  - elles sont cryptées, ou
  - l'on pense qu'elles contiennent des informations relatives à la cybersécurité;

- conserver les « informations de renseignement étranger » contenues dans les communications entre avocat et client;

- accéder au contenu des communications recueillies auprès de « machines basées aux États-Unis » ou de numéros de téléphone afin de déterminer si les cibles sont situées aux États-Unis, et ce, dans le but de faire cesser à toute surveillance ultérieure.

À la lumière des révélations selon lesquelles le gouvernement a obtenu des enregistrements téléphoniques de Verizon et des données Internet de certains des plus grands fournisseurs, Jameel Jaffer, directeur juridique adjoint de l'Union américaine pour les libertés civiles, a déclaré que les garanties censées protéger la vie privée ne fonctionnent pas. Elizabeth Goitein, codirectrice du Programme de liberté et de sécurité nationale au Centre Brennan pour la justice a écrit dans le Wall Street Journal que lorsque les tribunaux commettent des erreurs, la partie perdante devrait avoir le droit de faire appel de la décision, mais que « ce processus ne peut pas avoir lieu lorsqu'un tribunal secret examine une affaire avec une seule partie devant lui ».
Selon The Guardian, « le large champ d'application des ordonnances de la Cour et la nature des procédures qui y sont énoncées semblent aller à l'encontre des assurances données par le président Obama et les hauts responsables des agences de renseignement selon lesquelles la NSA ne pouvait pas accéder aux données téléphoniques ou électroniques des Américains sans mandat ». Glenn Greenwald, qui a publié les détails du programme de surveillance secret de la NSA, a expliqué ce qui suit :

« L'ensemble de ce processus n'est qu'une feuille de vigne, un "contrôle" qui n'en a que le nom; elle n'offre aucune garantie réelle. En effet, aucun tribunal ne contrôle ce que fait réellement la NSA lorsqu'elle prétend se conformer aux ordonnances de la Cour FISA. Une fois que la Cour a approuvé les procédures de la NSA, il n'y a pas de contrôle judiciaire externe sur les cibles que les analystes de la NSA finissent par écouter. Des mandats individuels ne sont nécessaires que lorsque la NSA cible spécifiquement un citoyen américain ou lorsque les communications sont purement nationales. Lorsque la NSA doit obtenir l'approbation de la Cour, l'agence n'indique pas les appels et les courriels qu'elle a l'intention d'intercepter : elle se contente de fournir les lignes directrices générales qui, selon elle, sont utilisées par ses analystes pour déterminer les personnes qu'elle peut cibler. Ensuite, le juge de la Cour FISA émet alors une simple ordonnance approuvant ces lignes directrices. La Cour rend une ordonnance généralement d'un seul paragraphe indiquant que le processus de la NSA contient tous les éléments requis et que les procédures proposées pour minimiser les atteintes à la vie privée sont conformes aux exigences du Code des États-Unis et du quatrième amendement de la Constitution des États-Unis. À titre d'exemple, The Guardian a obtenu une ordonnance du juge John D. Bates datée du 19 août 2010 qui ne fait rien d'autre que réciter le texte de loi en approuvant les lignes directrices proposées par la NSA.
Une fois que la NSA a obtenu l'approbation de la Cour, elle peut cibler toute personne choisie par ses analystes et peut même ordonner aux entreprises de télécommunications et d'Internet de lui remettre les courriels, les textos et les appels de ceux qu'elle cible. La Cour FISA ne joue aucun rôle dans le contrôle du respect des procédures qu'elle a approuvées lorsque la NSA commence à écouter les appels et à lire les courriels. Les lignes directrices soumises par la NSA à la Cour montrent à quel point l'agence dispose d'un pouvoir discrétionnaire dans le choix des personnes à cibler.  ... Le seul contrôle permettant de vérifier s'il y a des abus est assuré par le département de la Justice et le directeur du renseignement national, qui procèdent à des "examens périodiques [...] pour évaluer la mise en œuvre de la procédure". Lors d'une audition devant la commission du renseignement de la Chambre des représentants mardi après-midi, le procureur général adjoint James M. Cole a déclaré que, tous les 30 jours, la Cour FISA reçoit simplement un "nombre global" de recherches dans les bases de données effectuées par la NSA sur les relevés téléphoniques nationaux des États-Unis.  ... C'est la NSA elle-même — et non la Cour — qui décide qui peut faire intercepter les courriels et les appels téléphoniques d'une personne, sauf si la NSA elle-même conclut qu'il est un citoyen américain, que la communication est exclusivement nationale ou les deux. Mais même dans ces cas, la NSA finit souvent par intercepter les communications des Américains sans mandat individuel, et ce, laissé à la discrétion des analystes de la NSA, sans véritable contrôle judiciaire. »

Lors d'une audition devant la Commission judiciaire de la Chambre des représentants en juillet 2013, le procureur général adjoint James M. Cole et le directeur adjoint de la NSA John C. Inglis ont invoqué le contrôle de la Cour FISA pour défendre la constitutionnalité des activités de surveillance de la NSA. Le représentant Jerrold Nadler a contesté leur point de vue, arguant que le secret dans lequel la Cour fonctionnait annulait la validité de tout examen de celle-ci. « Le fait qu'un tribunal secret qui n'a pas de comptes à rendre au public (...) vous soutienne dans l'utilisation abusive de la loi n'est absolument pas rassurant », a-t-il déclaré.
Orin Kerr, professeur de droit à l'Université George Washington, a déclaré que le secret nécessaire à la protection de la sécurité nationale rendait difficile l'évaluation de la manière dont le gouvernement exerce les vastes pouvoirs que le Congrès lui a conférés. « Les juges de la Cour FISA décident de ce qu'ils pensent être légal », a déclaré Kerr, mais « on ne sait pas vraiment ce que disent les avis de la Cour ».

### Loi secrète
En juillet 2013, le New York Times a publié des affirmations de dénonciateurs anonymes au sein du gouvernement fédéral selon lesquelles il existe une loi secrète, rédigée par la Cour FISA, qui stipule que la vaste collecte de données par la NSA sur tous les Américains — même ceux qui ne sont liés d'aucune manière à des ennemis étrangers — ne nécessite pas de mandat, ce qui est contraire au quatrième amendement de la Constitution des États-Unis. Selon ces dénonciateurs, toute personne soupçonnée d'être impliquée dans la prolifération nucléaire, l'espionnage ou les cyber-attaques peut être considérée comme une cible légitime pour une surveillance sans mandat, et ce, conformément à cette loi secrète de la Cour. De cette manière, la Cour FISA, agissant parallèlement à la Cour suprême des États-Unis, a considérablement élargi l'exception à l'obligation d'obtenir un mandat dans les cas d'urgence, comme le permet la Loi FISA.

Selon ce rapport, dans « plus d'une douzaine d'arrêts classifiés, la [Cour FISA] a créé un corpus de lois secrètes donnant à la [NSA] le pouvoir d'amasser de vastes collections de données sur les Américains ». On peut également y lire ce qui suit à propos de la Cour :

« Dans l'une des décisions les plus importantes de la Cour FISA, les juges ont élargi l'utilisation, dans les affaires de terrorisme, d'un principe juridique connu sous le nom « doctrine des besoins spéciaux » et ont créé une exception à l'exigence du quatrième amendement [de la Constitution des États-Unis] concernant l'obtention d'un mandat pour les perquisitions et les saisies [...]. En 1989, la Cour suprême a établi cette doctrine dans son arrêt Skinner v. Railway Labor Executives Association, qui autorisait le dépistage des drogues chez les cheminots, en estimant que cette intrusion minimale dans leur vie privée était compensée par l'intérêt du gouvernement à lutter contre un danger public prépondérant. Appliquant cette doctrine de manière plus large, les juges de la Cour FISA ont décidé que la collecte et l'examen par la NSA des données de communication des Américains pour traquer d'éventuels terroristes n'enfreignaient pas le quatrième amendement, ont déclaré les dénonciateurs. Cette interprétation juridique est importante, nous ont dit plusieurs experts juridiques, parce qu'elle utilise un domaine relativement étroit de la loi — employé pour justifier, par exemple, les contrôles dans les aéroports ou les contrôles de conduite en état d'ivresse — et l'applique de manière beaucoup plus large, en secret, à la collecte massive de communications, et ce, à la recherche de personnes soupçonnées de terrorisme. »

La doctrine des besoins spéciaux est une exemption à l'exigence du quatrième amendement de la Constitution des États-Unis selon laquelle « aucun mandat ne sera délivré à moins qu'il n'y ait une cause probable, étayée par un serment ou une affirmation décrivant, en particulier, le lieu, les personnes ou les objets à fouiller et à saisir ». La Cour suprême des États-Unis a reconnu une exception à cette exigence, non dans le contexte du renseignement étranger, pour les cas de « besoins spéciaux », c'est-à-dire lorsque le gouvernement a un intérêt significatif pour l'application de la loi, au-delà du travail de routine de la police, et que l'obtention d'un mandat interférerait de manière significative avec la réalisation de cet objectif. Voir les arrêts :
- Vernonia School District 47J v. Acton, 515 U.S. 646, 653 (1995), confirmant le dépistage de drogues chez les athlètes du secondaire et expliquant que l'exception à l'exigence du mandat s'appliquait « lorsque des besoins spéciaux, au-delà du besoin normal d'application de la loi, rendent les exigences du mandat et de la cause probable impraticables », citant Griffin v. Wisconsin, 483 U.S. 868, 873 (1987);
- Skinner v. Railway Labor Executives Association, 489 U.S. 602, 620 (1989), confirmant les règlements instituant des tests de dépistage de drogues et d'alcool pour les travailleurs des chemins de fer pour des raisons de sécurité;
- Terry v. Ohio, 392 U.S. 1, 23-24 (1968), confirmant la fouille par palpation à la recherche d'armes pour protéger la sécurité de l'agent au cours d'une interpellation.

La Cour de contrôle de la Cour FISA a conclu le 22 août 2008 que cette doctrine des besoins spéciaux s'appliquait à l'alinéa 105b) de la Loi FISA pour justifier une exception à l'exigence de mandat pour la surveillance entreprise à des fins de sécurité nationale et dirigée vers une puissance étrangère ou un agent d'une puissance étrangère dont on peut raisonnablement penser qu'il se trouve en dehors des États-Unis,,.
James Robertson, ancien juge de la Cour fédérale du district de Columbia qui, en 2004, s'est prononcé contre l'administration du président George Bush dans l'arrêt Hamdan v. Rumsfeld, et qui a également siégé à la Cour FISA de 2002 à 2005, s'est déclaré « franchement stupéfait » par l'article du New York Times selon lequel les décisions de la Cour avaient créé un nouveau cadre juridique élargissant la capacité de la NSA à utiliser ses programmes de surveillance pour cibler non seulement des terroristes, mais aussi des suspects dans des affaires d'espionnage, de cyber-attaques et d'armes de destruction massive. Geoffrey R. Stone, professeur de droit constitutionnel à l'Université de Chicago, s'est dit troublé par l'idée que la Cour crée de nouvelles mesures législatives sans entendre personne en dehors du gouvernement, renonçant ainsi à la procédure contradictoire qui est l'un des piliers du système judiciaire américain. Il a déclaré : « Toute cette notion est absente de ce processus ».
La Cour a conclu que la collecte massive des métadonnées téléphoniques des Américains, y compris l'heure des appels téléphoniques et les numéros composés, ne viole pas le quatrième amendement tant que le gouvernement possède une raison valable de sécurité nationale, concept fondé en partie sur la doctrine des besoins spéciaux. « L'idée de base est qu'il est acceptable de compiler cet énorme lac de données », a déclaré un fonctionnaire américain sous couvert d'anonymat, « mais il faut une raison avant de pouvoir planter sa canne dans l'eau et commencer à pêcher ». En vertu des nouvelles procédures adoptées par le Congrès américain et de la Loi de 2008 modifiant la Loi FISA, même la collecte de métadonnées doit être considérée comme pertinente pour une enquête sur le terrorisme ou d'autres activités de renseignement. Selon des fonctionnaires américains ayant connaissance des décisions, la Cour a indiqué que si les données individuelles peuvent ne pas sembler pertinentes dans le cadre d'une enquête sur le terrorisme, l'image globale qu'elles créent peut en fait l'être.
Un arrêt secret de la Cour FISA redéfinissant le mot « pertinent » a permis à la NSA de collecter des données téléphoniques sur des millions d'Américains. Dans des ordonnances confidentielles rendues à partir du milieu des années 2000, la Cour a estimé que le terme « pertinence » pouvait être interprété au sens large pour permettre au gouvernement de constituer une base de données sur des millions d'Américains, contrairement à la définition plus conservatrice de ce terme, largement appliquée dans les affaires pénales, qui n'autoriserait vraisemblablement qu'une partie de cette collecte de données. En vertu de la Loi sur le patriotisme, le FBI peut exiger des entreprises qu'elles lui remettent des « choses tangibles », y compris des « dossiers », à condition que l'agence démontre qu'elle a des raisons de croire que ces données sont « pertinentes pour une enquête autorisée » sur le terrorisme international ou les activités de renseignement étrangères. L'histoire du mot « pertinent » est essentielle pour comprendre cette clause : en 1991, la Cour suprême a estimé qu'une chose est « pertinente » s'il existe une « possibilité raisonnable » qu'elle produise des informations liées à l'objet de l'enquête. Dans les affaires pénales, les tribunaux ont précédemment estimé que la collecte d'informations à grande échelle ne répondait pas au critère de pertinence, car des parties importantes de ces données — celles de personnes innocentes — ne seraient pas pertinentes pour l'enquête. La Cour FISA a estimé, dans un certain nombre de décisions, que les enquêtes visant à prévenir les menaces pour la sécurité nationale étaient différentes des affaires pénales ordinaires ; toutefois, ces décisions sont classifiées et donc presque impossibles à contester.
Ceux qui connaissent le système de collecte des données téléphoniques à grande échelle, à des fins d'enquête, ont déclaré que les décisions de la Cour SRE l'autorisaient, à condition que des mesures de protection de la vie privée soient prévues pour limiter les recherches. Les analystes de la NSA ne peuvent consulter la base de données que « lorsqu'il existe un soupçon raisonnable, fondé sur des faits précis, que la personne visée par la recherche est associée à une organisation terroriste étrangère », selon le directeur du renseignement national James Clapper. La base de données de la NSA contient des données sur les appels téléphoniques d'une personne — notamment les numéros composés et la durée des appels —, mais pas le contenu de leurs conversations réelles. Selon les arrêts de la Cour suprême, le contenu d'un appel téléphonique est protégé par le quatrième amendement, mais ces autres types de données ne le sont pas.
La terme « pertinence » est depuis longtemps un critère large, mais la façon dont la Cour FISA l'interprète — pour signifier en fait « tout » — est nouvelle, a déclaré Mark Eckenwiler, un avocat qui, jusqu'en décembre 2012, était la principale autorité du département de la Justice en matière de droit fédéral sur la surveillance criminelle. « Je pense qu'il s'agit d'un élargissement » des interprétations juridiques fédérales antérieures, a ajouté Eckenwiler. Si un avocat fédéral « demandait une citation à comparaître pour une catégorie aussi large de données dans le cadre d'une enquête criminelle, on se moquerait de lui ». Compte tenu de la définition juridique traditionnelle du terme « pertinence », Timothy Edgar, ancien avocat spécialiste de la protection de la vie privée au Bureau du directeur du renseignement national et au Conseil de sécurité nationale sous les administrations présidentielles Bush et Obama, a fait remarquer qu'il était « juste » de dire que quelqu'un lisant la loi pourrait croire qu'elle se réfère à des « demandes individualisées » ou à des « demandes par petits lots, plutôt que sous la forme de bases de données en vrac ». De ce point de vue, a déclaré Edgar, la réinterprétation de la « pertinence » par la Cour équivaut à une « loi secrète ».

## Controverses

### 2013: Surveillance de masse par la NSA
En juin 2013, Edward Snowden, contractuel de la NSA, a divulgué à The Guardian une copie d'un mandat top secret, délivré par la Cour FISA le 25 avril 2013,,, qui ordonne à l'opérateur téléphonique américain Verizon de fournir quotidiennement à la NSA des « métadonnées téléphoniques » — c'est-à-dire des enregistrements détaillés des appels, y compris des données de localisation — concernant tous les appels passés sur son réseau, y compris ceux qui ont lieu « entièrement à l'intérieur des États-Unis, y compris les appels téléphoniques locaux ». Le 31 juillet 2013, l'administration Obama a publié une décision de la Cour FISA appuyant une ordonnance antérieure exigeant qu'une filiale de Verizon remette à la NSA tous les registres téléphoniques de ses clients pour une période de trois mois, ainsi que les règles à suivre pour accéder aux données,,.
En tant que veritable « pistolet fumant », les documents divulgués par Snowden à The Guardian ont déclenché un tollé de critiques et de plaintes,,, alléguant que la Cour FISA, en délivrant des mandats très étendus, avait outrepassé son autorité et violé le quatrième amendement. Le Washington Post a ensuite rapporté qu'il avait connaissance d'autres ordonnances de ce type que la Cour avait adressées à toutes les entreprises de télécommunications tous les trois mois, et ce, depuis le 24 mai 2006.
Après la révélation de ce programme de la NSA, des membres des services de renseignement américains, le Congrès et l'administration Obama ont défendu la légalité de la collecte de données à grande échelle, en faisant valoir que l'arrêt Smith v. Maryland rendu par la Cour suprême en 1979 — qui établit que les personnes n'ont pas d' » attente raisonnable » en matière de vie privée pour les métadonnées électroniques détenues par des tiers tels que les fournisseurs de téléphones portables — permet aux services policiers de disposer d'une plus grande marge de manœuvre dans la collecte de ces données.
Le 19 juillet 2013, la Cour suprême a renouvelé l'autorisation donnée à la NSA de collecter en masse les données des clients de Verizon,, en appliquant la « doctrine du tiers » de la Cour suprême — un principe juridique qui stipule que si une personne a volontairement divulgué des informations à un tiers, elle n'a plus d'attente raisonnable en matière de vie privée — pour parvenir à la conclusion que, en ce qui concerne les métadonnées téléphoniques, les numéros composés ou la durée des appels n'ont pas d'attente raisonnable en matière de vie privée. Par conséquent, en vertu de cette doctrine, les autorités policières sont libres de collecter ces données, tandis que le contenu des appels reste protégé par le quatrième amendement : en octobre 2011, la Cour suprême a estimé que l'interdiction des perquisitions et saisies abusives prévue par cet amendement s'appliquait au contenu des communications, quel que soit le moyen utilisé, car « les communications privées d'une personne s'apparentent à des papiers personnels ».
L'ancienne juge de la Cour FISA, Colleen Kollar-Kotelly, dont les décisions ont permis à la NSA de constituer une base de données des relevés téléphoniques de tous les Américains, a déclaré à ses associés au cours de l'été 2013 qu'elle souhaitait que ses décisions soient rendues publiques. Les décisions rendues les 10 et 12 septembre 2013 en faveur du plaignant dans des affaires portées par l'Union américaine pour les libertés civiles ont incité James Clapper à admettre que le gouvernement était allé trop loin dans sa surveillance secrète au titre de l'article 215 de la Loi FISA, qui serait probablement modifiée pour tenir compte des préoccupations du Congrès.
Le 22 novembre 2013, l'Union américaine pour les libertés civiles, cliente de Verizon, a demandé à une cour fédérale de district du bas Manhattan, à New York, de mettre fin au programme de collecte de données de communications téléphoniques mené par la NSA. L'Union a fait valoir que ce programme violait les garanties de la Constitution américaine en matière de confidentialité des informations et dépassait le champ d'application de sa disposition d'habilitation, à savoir, l'article 215 de la Loi sur le patriotisme. Le gouvernement américain a rétorqué que ce programme est constitutionnel et que le Congrès était pleinement informé lorsqu'il a adopté l'article 215 de la loi. De plus, selon un avocat du gouvernement, l'Union n'a pas qualité pour intenter une action en justice car elle ne peut pas prouver que ses membres ont été lésés par l'utilisation des données par la NSA.

### 2016: Ingérence russe dans l'élection présidentielle
En novembre 2016, Louise Mensch a rapporté sur le site de nouvelles Heat Street que la Cour FISA, après avoir rejeté une demande de mandat soumis par le FBI en juin 2016, avait accédé à une demande plus étroitement ciblée en octobre « pour examiner les activités des “Américains” dans la campagne [présidentielle] de Donald Trump qui ont des liens avec la Russie ». Le 12 janvier 2017, le journaliste de la BBC Paul Wood a rapporté qu'en réponse à un renseignement transmis en avril 2016 par une agence de renseignement étrangère à la CIA concernant « des fonds du gouvernement russe destinés à la campagne présidentielle américaine », on avait créé un groupe de travail conjoint comprenant des responsables du FBI, du département du Trésor, du département de la Justice, de la CIA, du Bureau du directeur du renseignement national et de la NSA. En juin 2016, des avocats du département de la Justice ont demandé à la Cour FISA « l'autorisation d'intercepter les enregistrements électroniques de deux banques russes ». Selon Wood, un juge de la Cour a rejeté cette demande, ainsi qu'une autre un peu plus ciblée en juillet, avant qu'un autre juge ne l'accorde finalement, le 15 octobre, soit trois semaines avant l'élection présidentielle. Le 19 janvier, le New York Times a rapporté qu'une de ses sources avait affirmé que « la Maison-Blanche avait reçu des rapports de renseignement basés sur certaines des communications mises sur écoute ».
Le 13 mars 2017, la Commission du renseignement du Sénat a demandé à l'administration Trump de fournir des preuves à l'appui de l'affirmation du président Trump selon laquelle l'ancien président Obama avait mis la tour Trump sur écoute pendant la campagne présidentielle de 2016; le 16 mars, la Commission a indiqué qu'elle n'avait vu aucune preuve.
Le 14 mars 2017, le commentateur de Fox News, le juge Andrew Napolitano, a déclaré : « Trois sources du renseignement ont informé Fox News que le président Obama est sorti de la chaîne de commandement — il a utilisé le "GCHQ"... C'est quoi ça ?... Ce sont les initiales de l'agence de renseignement britannique — en leur disant simplement : "Le président a besoin des transcriptions des conversations du candidat Trump". De cette façon, il est en mesure d'obtenir l'information sans qu'il y ait d'empreintes américaines dessus ». Deux jours plus tard, le 16 mars, le porte-parole de la Maison-Blanche, Sean Spicer, a lu cette affirmation à la presse, à laquelle un porte-parole du GCHQ a répondu : « Les récentes allégations du commentateur médiatique, le juge Andrew Napolitano, selon lesquelles [Obama aurait demandé] au GCHQ de procéder à des « écoutes » contre le président élu Trump n'ont aucun sens. Elles sont totalement ridicules et doivent être ignorées ». Le 17 mars, les États-Unis ont présenté des excuses officielles au Royaume-Uni pour cette accusation.
Le 11 avril, le Washington Post a rapporté que le FBI avait obtenu un mandat au cours de l'été 2016 pour surveiller Carter Page, alors conseiller en politique étrangère de Trump. Selon le rapport, « le FBI et le département de la Justice ont obtenu le mandat ciblant les communications de Carter Page après avoir convaincu un juge de la Cour FISA qu'il y avait des raisons probables de croire que Page agissait en tant qu'agent d'une puissance étrangère, en ce cas, la Russie. » Le rapport indique également que le mandat a été renouvelé à plusieurs reprises. Le controversé « mémo Nunes » a critiqué ces mandats parce qu'ils auraient été délivrés sur la base de preuves recueillies par des sources politiquement motivées.